# Bracon mellitor
Bracon mellitor är en stekelart som beskrevs av Thomas Say 1836. Bracon mellitor ingår i släktet Bracon och familjen bracksteklar. Inga underarter finns listade.